# Kinea
Kinea is een Nederlandse korfbalvereniging uit het Friese dorp De Knijpe. 

## Geschiedenis
Kinea (Korfbal Is Nuttig En Aangenaam) is opgericht op 23 maart 1924. Het clubhuis Noppes dateert van 1972.
In de begintijd werd er gespeeld op een terrein voor de ijsbaan. Daarna werd gespeeld op het hoge weiland achter de ijsbaan. Er was maar één veld beschikbaar dat eigenlijk te klein was. Dat het terrein zo hoog gelegen was, had grote voordelen. Bij overvloedige regenval bleef het terrein goed bespeelbaar. 
Het shirt was in de beginjaren wit. Pas later werd gekozen voor het zwarte shirt met een gele bies. In de jaren 80 werd er gekozen voor een geel shirt met een zwarte bies. In de beginjaren speelde Kinea in een onderlinge competitie van nog niet bij de bond aangesloten clubs. In 1926 sloot men zich aan bij de Friese Korfbalbond (KFB). In 1931 volgde de overgang naar de KNKV.